# Jean Lyjo
Jean Lyjo est le nom d’artiste de Jean Charles Joly (1891-1947), chanteur de café-concert, parolier et artiste de music-hall qui s’est illustré dans la chanson grivoise et qui fut aussi connu par ses actions caritatives, dont « la fondation Lyjo ».

## Biographie
Jean Charles Valentin Joly est né à Paris 10e le 9 janvier 1891 de Paul Louis Joly, ingénieur civil, et de Colette Jacquemot. Il commença très tôt sa carrière de chanteur de café-concert en adoptant pour nom de scène une anagramme de son patronyme. Comme il se produisait à ses débuts en tenue de collégien, il fut longtemps surnommé « le collégien Lyjo ».
Il se fit une spécialité des chansons grivoises, le plus souvent à double sens, et se lança dans des opérettes également paillardes, ce qui lui valut les attaques de l’abbé Louis Bethléem dont il souffrit beaucoup comme catholique pratiquant. Il renonça néanmoins au procès en diffamation qu’il avait annoncé vouloir porter contre l’abbé, ce que ce dernier proclama comme un triomphe de la vérité.
Lyjo fonda une troupe qui se produisit dans toute la France et quelques pays voisins (Suisse, Algérie).
Homosexuel, il connut une fin tragique le 17 septembre 1947 : ayant amené à son domicile un jeune Algérien kabyle, Amrani Amrouche, rencontré dans la salle des pas perdus de la gare Saint-Lazare, il fut poignardé au ventre par celui-ci au petit matin à la suite d’une dispute dont l’argent semble avoir été le motif. Habilement défendu par Me René Floriot, l’assassin ne fut condamné qu’à un an de prison et quitta libre la cour d’assises pour avoir exécuté sa peine en préventive.

## Actions caritatives
Jean Lyjo mena plusieurs actions caritatives dont la plus connue, la Fondation Lyjo, avait pour objectif de recueillir les enfants martyrisés ou abandonnés afin de leur assurer une bonne éducation dans un cadre familial. Au moment du décès de Lyjo, la fondation recueillait une trentaine d’enfants. L’un d’eux fit du cinéma sous le nom d’Albert Lyjo (qui fut changé en Albert Glado). En raison de la vocation de cette fondation, Jean Lyjo fut surnommé « Papa Lyjo ».
Lyjo avait fondé aussi Le Vestiaire du spectacle qui avait pour objet de recueillir les vêtements des comédiens pour les redistribuer aux artistes nécessiteux. Il organisait également des Noëls au cours desquels des jouets étaient distribués aux enfants d’artistes peu argentés.
Pour toutes ces actions, Lyjo reçut de l’Académie française un prix de vertu.

## Titre des principales chansons interprétées par Jean Lyjo
- Les Clés et les Serrures
- Vous comprenez l’allusion ?
- Elle m’a tout donné
- Zézette et Kiki (histoire canine)
- L'Asperge et le Haricot
- Mon fût
- Ma bête
- Ah ! que j’aime faire ça
- Si j’étais fille
- Pour remplacer les hommes
- Pas là
- Conseil aux dames
- La Jolie Pianiste
- Le Tambour de gosse
- La Chanson du curé sourd
- Idylle souterraine

## Opérettes dont Jean Lyjo est co-auteur comme librettiste
- Le Chaste boxeur, 1924 (avec Jean de Letraz)
- C’est un genre, 1927 (avec Jean de Letraz)
- S’ils pouvaient parler, 1928 (avec René Arliès)
- Il n'est pas de chez nous, 1928 (avec Charles Pléau)
- Les Femmes et l'Argent, 1928
- Les Amours d’un collégien, 1928
- Entre les deux, 1929
- Des goûts et des couleurs, 1932